# Gloria Blondell
Gloria Blondell (Manhattan, 16 agosto 1915 – Santa Monica, 25 marzo 1986) è stata un'attrice e doppiatrice statunitense.
Ha doppiato il personaggio dei cartoni animati di Paperina (nella versione in lingua inglese Daisy Duck) in video-cortometraggi degli anni '40 e '50.

## Filmografia parziale

### Attrice

#### Cinema
- The Daredevil Drivers, regia di B. Reeves Eason (1938)
- Accidents Will Happen, regia di William Clemens (1938)
- La quadriglia dell'illusione (Four's a Crowd), regia di Michael Curtiz (1938)
- Il ragno nero (The Spider's Web), regia di James W. Horne e Ray Taylor (1938) - non accreditata
- Una moglie modello (Model Wife), regia di Leigh Jason (1941)
- La tua bocca brucia (Don't Bother to Knock), regia di Roy Ward Baker (1952)
- White Lightning, regia di Edward Bernds (1953)
- The Twonky, regia di Arch Oboler (1953)

#### Televisione
- Arch Oboler's Comedy Theatre – serie TV, 1 episodio (1949)
- Crossroads – serie TV, episodio 1x17 (1956)
- Lux Video Theatre – serie TV, 1 episodio (1956)
- Matinee Theatre – serie TV, 2 episodi (1956)
- The Life of Riley – serie TV, 78 episodi (1953-1958)
- I detectives (The Detectives) – serie TV, episodio 1x04 (1959)
- Ricercato vivo o morto (Wanted: Dead or Alive) – serie TV, episodio 3x04 (1960)
- Il colonnello Montgomery Klaxon (Calvin and the Colonel) – serie TV, 8 episodi (1961-1962)

### Doppiatrice
- Il reato di Paperino (Donald's Crime) (1945)
- Paperino e la pazienza (Cured Duck) (1945)
- Il sosia di Paperino (Donald's Double Trouble) (1946)
- Paperino sonnambulo (Sleepy Time Donald) (1947)
- Il dilemma di Paperino (Donald's Dilemma) (1947)
- L'asso del velocipede (Crazy Over Daisy) (1950)
- Pippo, Pluto, Paperino Supershow (Walt Disney's 50th Anniversary Show) (1973)

## Vita privata
Sua sorella era l'attrice Joan Blondell (1906-1979).
Dal 1940 al 1945 è stata sposata con il produttore cinematografico Albert R. Broccoli. Dal 1946 al 1980 (morte del marito) è stata sposata con Victor Hunter.